# Garretson
Garretson és una població dels Estats Units a l'estat de Dakota del Sud. Segons el cens del 2000 tenia 1.165 habitants.

## Demografia
Segons el cens del 2000, Garretson tenia 1.165 habitants, 427 habitatges, i 313 famílies. La densitat de població era de 303,9 habitants per km².
Dels 427 habitatges en un 39,1% hi vivien nens de menys de 18 anys, en un 59% hi vivien parelles casades, en un 9,4% dones solteres, i en un 26,5% no eren unitats familiars. En el 24,4% dels habitatges hi vivien persones soles el 13,1% de les quals corresponia a persones de 65 anys o més que vivien soles. El nombre mitjà de persones vivint en cada habitatge era de 2,59 i el nombre mitjà de persones que vivien en cada família era de 3,04.
Per edats la població es repartia de la següent manera: un 28,2% tenia menys de 18 anys, un 6,7% entre 18 i 24, un 29,3% entre 25 i 44, un 17% de 45 a 60 i un 18,8% 65 anys o més.
L'edat mediana era de 37 anys. Per cada 100 dones de 18 o més anys hi havia 89,1 homes.
La renda mediana per habitatge era de 39.352 $ i la renda mediana per família de 46.389 $. Els homes tenien una renda mediana de 32.212 $ mentre que les dones 21.824 $. La renda per capita de la població era de 16.981 $. Entorn del 3,1% de les famílies i el 4,6% de la població estaven per davall del llindar de pobresa.

## Poblacions més properes
El següent diagrama mostra les poblacions més properes.